# De vermaledijde vaders
De vermaledijde vaders is een roman van de Vlaamse auteur Monika van Paemel verschenen in 1985. Ze werkte vijf jaar aan het boek, dat beschouwd wordt als haar belangrijkste werk. Het is vertaald in het Frans, Zweeds en Duits. 
De roman vertelt het verhaal van Pamela van Puynbroeck ('Pam'), wier voornaam bijna een anagram is van 'Paemel'. Er zijn dus veel autobiografische elementen aanwezig. Net als de schrijfster is het hoofdpersonage een ongewenst kind dat opgroeit in dorpen als Vinkt, Nevele en Lotenhulle. De vermaledijde vaders is een ideeënroman met een hoog feministisch gehalte. 

## Prijzen
De roman is bekroond met verschillende prijzen:
- 1985: Dirk Martensprijs
- 1985: Prijs voor Letterkunde van de Vlaamse Provincies
- 1985: Literaire Prijs van de stad Antwerpen
- 1988: Driejaarlijkse Staatsprijs voor proza